# أندرياس ليل
أندرياس ليل (بالألمانية: Andreas Lill)‏ هو طبال ألماني، ولد في 3 نوفمبر 1965.

## وصلات خارجية
- أندرياس ليل على موقع ميوزك برينز (الإنجليزية)
- أندرياس ليل على موقع ديسكوغز (الإنجليزية)